# Синдром Полтора
 Синдром полтора  (англ. one and a half syndrome то есть 1 и 0.5) является редким офтальмопаретическим синдромом, характеризующимся «параличом сопряженного горизонтального взгляда в одном направлении и межъядерной офтальмоплегией в другом». Наиболее частым проявлением этого необычного синдрома является ограничение горизонтального движения глаз с абдукцией (перемещение от средней линии) одного глаза, без горизонтального перемещения другого глаза. Нистагм также присутствует при отведённом глазе на стороне, противоположной поражённой. Конвергенция управляется 3-й парой черепных нервов (глазодвигательный нерв), имеющей два ядра - левое и правое.

## Анатомия

Схема, показывающая анатомическое расположение поражения при синдроме полтора.

Синдром обычно возникает в результате одного одностороннего поражения парамедианного мостового ретикулярного образования и ипсилатерального медиального продольного пучка. Альтернативной анатомической причиной является поражение отводящего ядра (VI) с одной стороны (в результате сбоя ипсилатеральной абдукции глаза и аддукции противоположной глаза = паралич сопряженного взгляда в пораженной стороне), с прерыванием ипсилатерального медиального продольного пучка после пересечении средней линии от места его нахождения в контралатеральной абдукции (VI) ядра (в результате выхода из строя аддукции ипсилатерального глаза).

## Причины
Причины синдрома полтора — инсульт, ишемия, опухоли, инфекции (например, туберкулез), демиелинизирующие заболевания (рассеянный склероз).

## Лечение
Бывали случаи, когда улучшение движений глаз достигалось инъекцией ботулотоксина.